# 헤모글로빈 (영화)
헤모글로빈(Hemoglobin)은 미국에서 제작된 피터 스바텍 감독의 1997년 공포 영화이다. H. P. 러브크래프트의 스토리 더 러킹 스타에 기반을 둔다. 룻거 하우어 등이 주연으로 출연하였다. 1997년 9월 14일 스웬덴의 판타스틱필름페스티벌룬드에서 초연되었으며 이듬해 비디오 영화로 개봉하였다.

## 출연

### 주연
- 룻거 하우어
- 로이 드퓌

### 조연
- 크리스틴 레만
- 재키 보러프즈

## 제작진
- 라인프로듀서: 헬렌 불레이
- 미술: 미쉘 프룰즈
- 특수효과: 애드리언 모롯
- 의상: 클레어 나돈